# Musée Kapodístrias
Le Musée Kapodístrias (grec moderne : Μουσείο Καποδίστρια) est une ancienne demeure et un actuel musée situé sur l'île de Corfou, en Grèce.

## Emplacement
L'édifice est situé au sein du village d'Evropoúli, à une distance d'environ 7 km de la ville de Corfou.

## Histoire et description
Le musée, fondé en 1981, est situé dans le domaine de Koukourítsa, ancienne demeure de campagne de la famille Kapodístrias pendant plusieurs siècles. Parmi sa collection permanente, il comprend des objets personnels de Ioánnis Kapodístrias ainsi que des œuvres d'art et des meubles datant de son vivant.
Le musée a été rénové en 2017 ; la cérémonie d’ouverture s'est tenue le 15 octobre 2017.
Le jardin de ce manoir offre une végétation dense, ainsi qu'une belle vue sur la ville de Corfou et sur la région avoisinante l'Épire. Il accueille un certain nombre d'événements culturels pendant l'été.